# Celosia herbacea
Celosia herbacea är en amarantväxtart som beskrevs av René Louiche Desfontaines. Celosia herbacea ingår i släktet celosior, och familjen amarantväxter. Inga underarter finns listade i Catalogue of Life.